# Two Thrones
Two Thrones — відеогра жанру глобальна стратегія, розроблена шведською студією Paradox Entertainment у 2004. Є спадкоємцем гри Europa Universalis і продовженням Crown of the North. Відрізняється стратегічною глибиною та історичною достовірністю. У Росії була локалізована студією Snowball.ru під назвою «100 років війни».

## Геймплей
Гра слабо відрізняється від Crown of the north, так як економічна та бойова система гри залишилася практично незмінними.
Дія гри відбувається в реальному часі, проте швидкості реакції від гравця не потрібна, тому що в будь-який момент гри можна поставити паузу. Гра відбувається на схематично зображеній карті Англії та Франції. Час дії гри — з 1 січня 1337 по 1 грудня 1485.
У грі можна зіграти в один з 5 сценаріїв, що охоплюють події Столітньої війни та Війни Червоної і Білої Троянди: Гравець може взяти під управління одну з грабельних держав, серед яких представлені:
- Франція,
- Бургундія,
- Наварра,
- Бретань,
- Арагон,
- Орлеан.

Під контролем гравця знаходяться економіка країни, формування армій та флотів і керування ними, дипломатія, спорудження будівель. Також йому доводиться балансувати між 4 класами: селяни, дворяни, духовенство, городяни, приймаючи ті чи інші укази і вирішуючи їхні прохання. У грі відбуваються історичні події, що впливають на положення гравця і його суперників.
Крім гравця і його комп'ютерних супротивників існують нейтральні провінції, які є основним об'єктом експансії учасників гри.
Існують два способи досягнення перемоги.
- Перший — набрати найбільшу кількість очок до кінця гри.
- Другий — об'єднання Західної Європи під своєю владою. Для цього доведеться завоювати всі провінції, що належать супротивникам.

Очки видаються за різні досягнення в грі.

## Економіка
У грі існує 2 основних ресурсу: зерно і срібло, які використовуються для створення армії, флоту і споруди будівель. Зерно видобувається на фермах, його кількість збільшується з підвищенням рівня будівлі. Срібло видобувається в місті і на ринку, його кількість збільшується з підвищенням рівня будівлі.

## Інфраструктура

Ігровий процес

У грі існує 7-8 (в прибережних провінціях) будівель. Всі вони можуть розвиватися до 10 рівня, відкриваючи доступ до нових військ і рівнів будівель. У виробничих будівель також зменшується час на створення військ.
- Фортечна стіна — визначає показник оборони провінції.
- Місто — місце отримання податкових зборів, що дають срібло.
- Ферма — місце виробництва зерна. Ферма символізує вплив Селян в провінціях.
- Ринок — необхідний для найму арбалетників і ландскнехтів, також дає срібло. Ринок представляє інтереси Городян.
- Церква — потрібно для побудови інших споруд. Церква є представництвом Духовенства.
- Замок — місце найму вершників і лицарів. Замок відображає роль дворян у вашій провінції.
- Військовий табір — місце найму піхоти (піхотинці, арбалетники і ландскнехти).
- Порт — місце найму флоту (галери, нефи і каравели).

## Армія
У грі існує 8 типів військ, з них 5 — сухопутні війська і 3 — морські сили. У кожного виду існують як позитивні, так і негативні властивості.

### Сухопутні сили
Війська виробляються у військовому таборі (піхота) та замок (кавалерія).
У військовому таборі тренуються:
- Ополченець,
- Ландскнехт,
- Арбалетник.

У замку тренуються:
- Вершники,
- Лицарі.

### Флот
Роль флоту в грі дуже важлива, тому що немає іншого способу пересування по морю і битв на ньому, як кораблі, які створюються в гавані. Усього їх 3 види:
- Галера,
- Неф,
- Каравела.

## Дипломатія
Гравець має можливість за допомогою дипломатії укладати союзи, пропонувати і розривати династичні шлюби, приносити дари, оголошувати війну і ображати.

## Рецензії
Найбільший російський портал ігор Absolute Games поставив грі 30 %. Оглядач відзначив відсутність нововведень і нудний ігровий процес. Вердикт: "І найдивніше — з часів CotN нічого не змінилося! Адже в наш час це немислимо і злочинно. Взяття на озброєння настільки нехитрої тактики означає для нас одне: незабаром разом з воргеймами від HPS ми будемо регулярно отримувати чергову міні-EU. ".